# Notarchirico

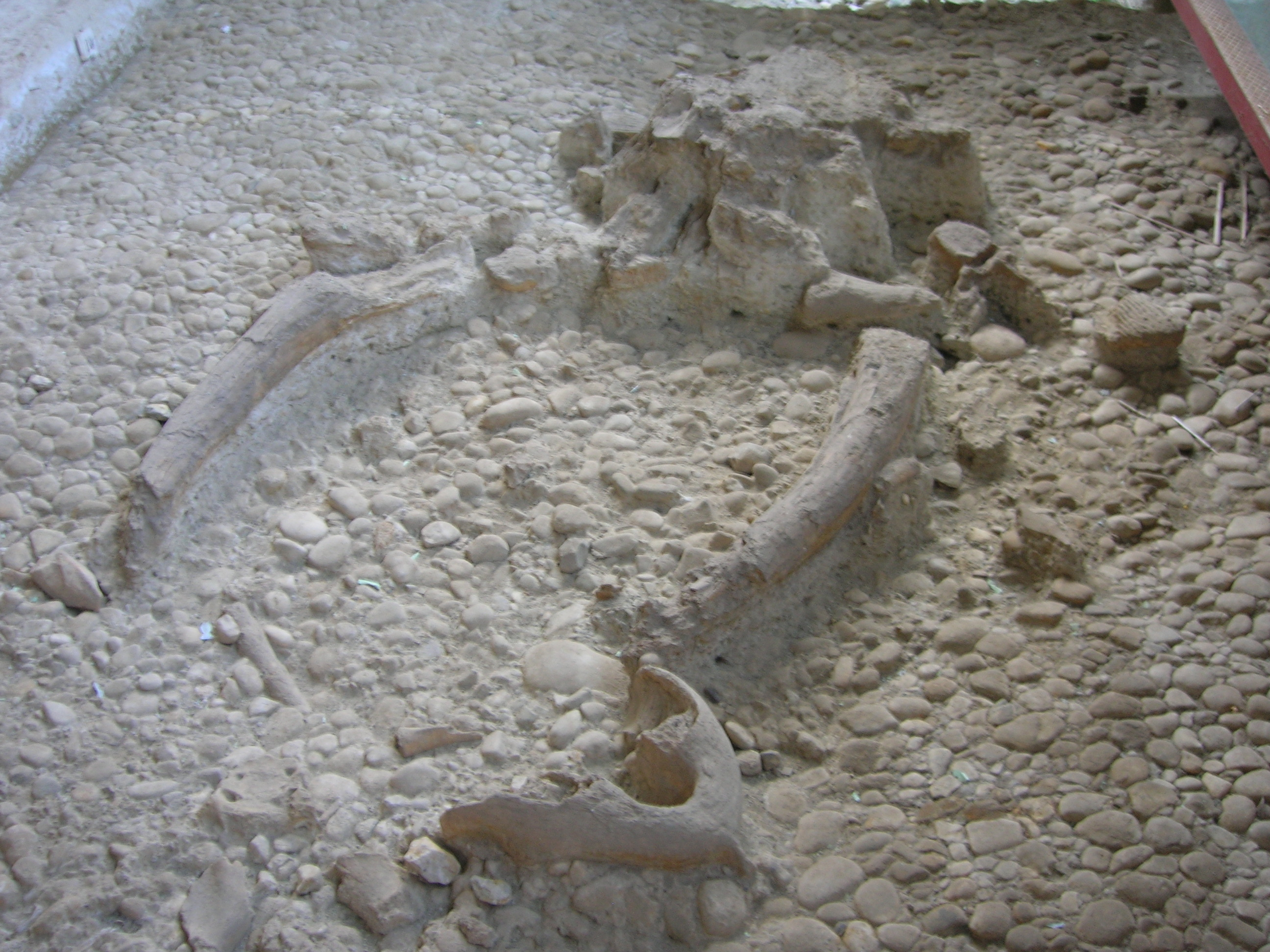
Elefantenfossil

Notarchirico oder Venosa-Notarchirico ist eine archäologische Fundstätte etwa 9 km von Venosa entfernt in der italienischen Region Basilicata. Sie weist Spuren menschlicher Anwesenheit und ein Stück eines Oberschenkelknochens einer Homo erectus-Frau des Altpaläolithikums auf. Die Fundstätte wurde auf 650.000 bis 600.000 Jahre datiert, in den letzten Jahren auf etwa 640.000 Jahre, und gilt aufgrund ihrer zahlreichen Besiedlungsschichten als eine der ertragreichsten altpaläolithischen Fundstätten Europas und als älteste des Acheuléen. Sie fand Eingang in die Liste des UNESCO-Welterbes, zusammen mit Isernia la Pineta. Die Fundstücke befinden sich im Museo Archeologico Nazionale di Venosa.

## Lage und Einordnung

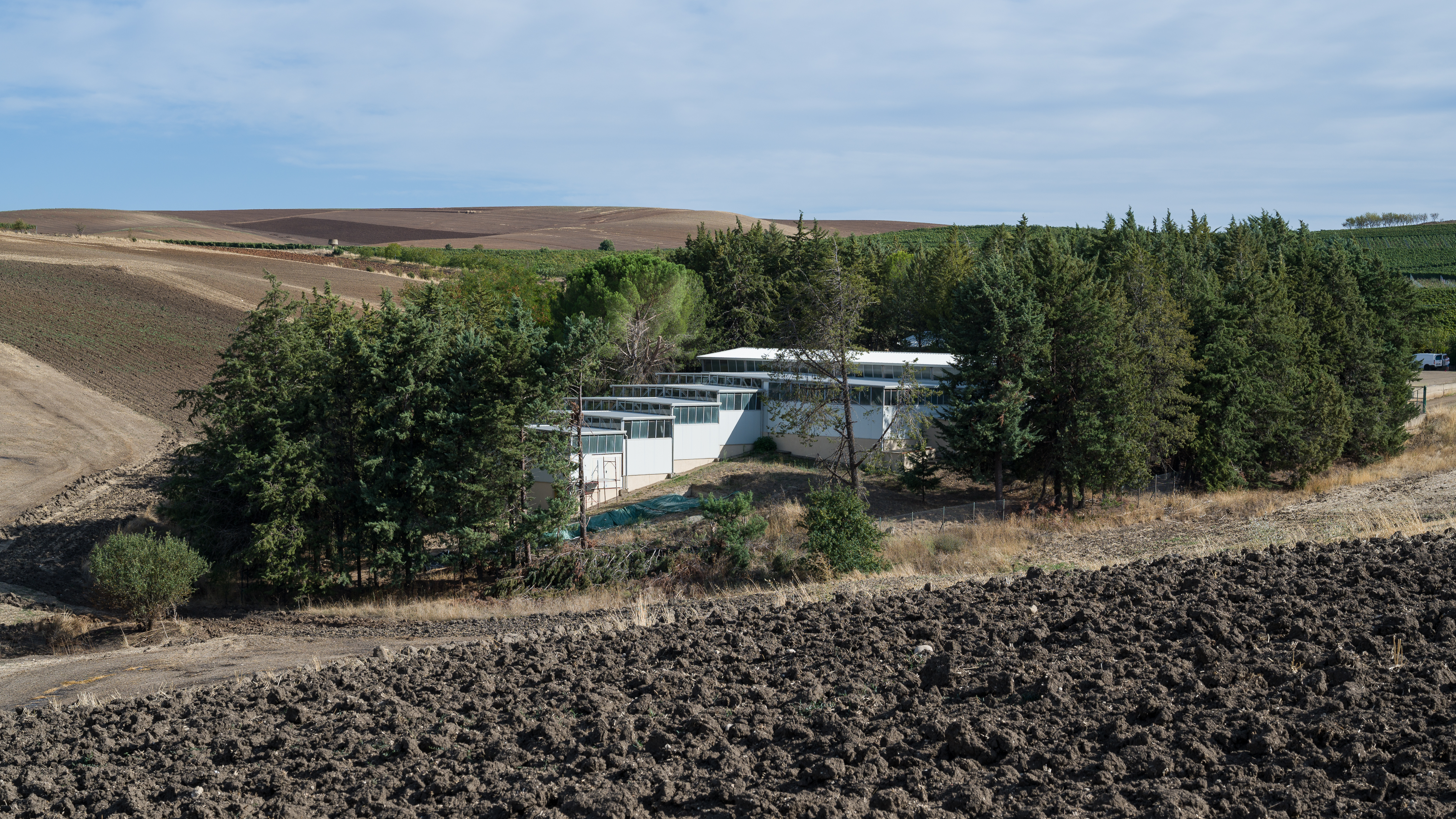
Blick von Westen auf den Paläontologischen Park Notarchirico. Neben dem Gebäude befindet sich ein weiteres, abgedecktes Stufenprofil.

Wie Notarchirico sind alle Fundstätten des Alt- und frühen Mittelpaläolithikums Italiens Freilandstätten, sieht man von Visogliano in Venetien ab. Sie alle liegen unterhalb von 500 m über dem Meeresspiegel, befinden sich im Umkreis des Apennin oder befanden sich ursprünglich nahe der Küste, eines Flusslaufes oder Sees, und weisen eine entsprechende Ökologie auf. Sie alle lagen nicht in höheren Gebirgszonen, sondern in hügeligen oder flachen Landschaften. Erst nach 300.000 vor heute erscheinen menschliche Spuren auch in höheren Lagen.
Das Gebiet ist von ausgeprägtem Vulkanismus geprägt, wobei die Fundstätten darauf hinweisen, dass die Region jedes Mal wieder von Hominiden neu besiedelt wurde. Der Monte-Vulture-Vulkankomplex ist nur 20 km vom Venosa-Becken entfernt, einer zwei bis vier Kilometer breiten Westnordwest-Ostsüdost geneigten Senke. Es war das Paläotal eines Flusses, der in den Bradano mündete. Die ältesten vulkanischen Ascheschichten entstanden vor 860.000 bis 830.000 Jahren. Weitere Schichten entstanden vor 670.000-660.000 und vor 500.000 bis 450.000 Jahren. Die ältesten Faustkeile der Fundstätte sind auch die ältesten Europas, wo keine der über 700.000 Jahre alten Stätten derartige Werkzeuge bot.
Das Venosa-Becken erodierte im unteren Pleistozän durch Wasserläufe zu einem schmalen, 100 m tiefen Tal. Um 1900 wurden dort 700–800 handaxes bei Venosa Terranera gefunden. Der Lagerplatz Loreto wurde von 1956 bis 1961 unter Leitung von A. C. Blanc und G. Chiappella ergraben, wobei Kerne und Abschläge des Tayacien und Faustkeile des Acheuléen zu Tage traten. Die Fundstätte Loreto-Notarchirico im selben Hügel wurde ab 1980 ausgegraben.

## Entdeckung, Ausgrabung

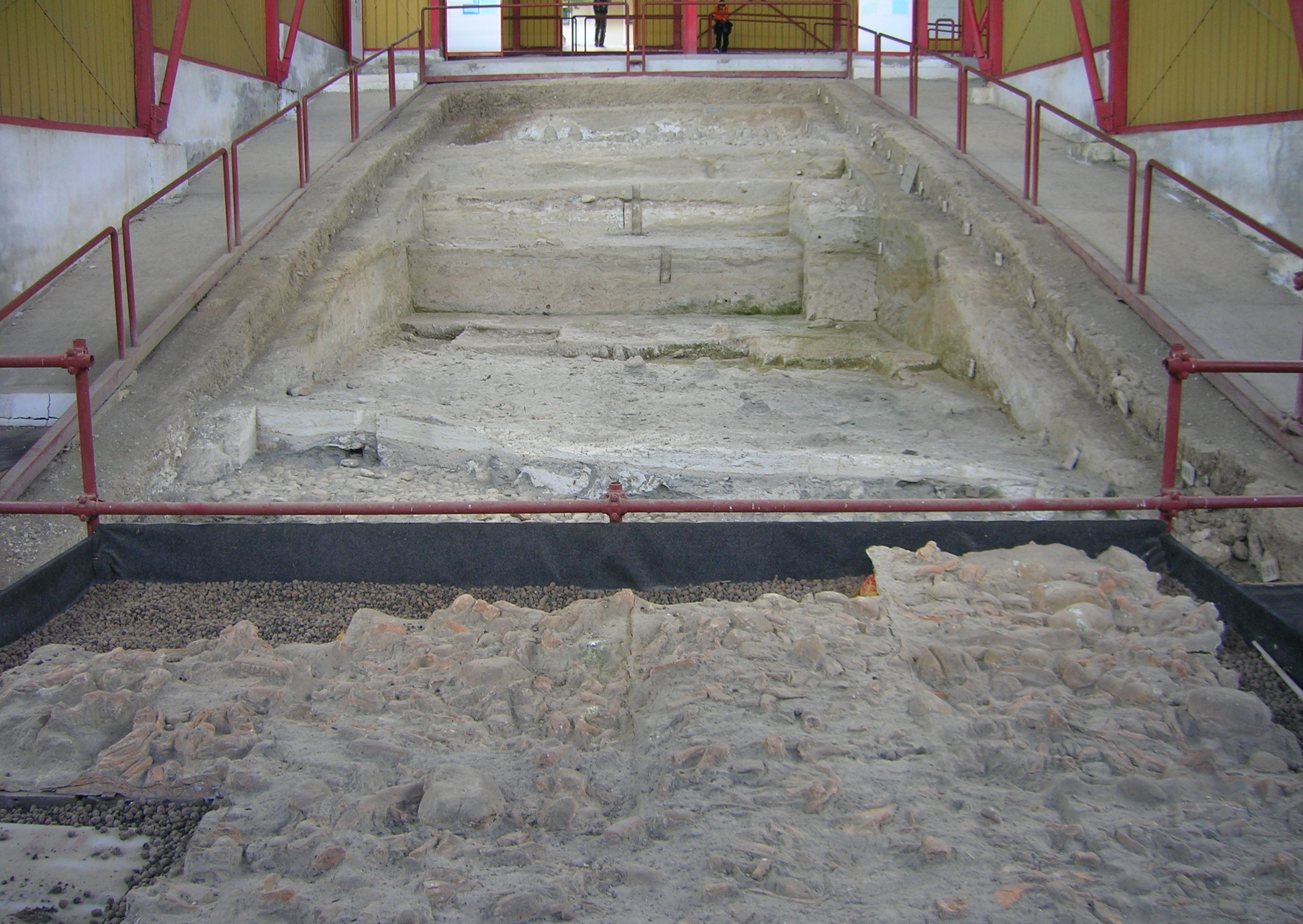
Stratigraphische Abfolge

Die Ausgrabungen erfolgten ab 1980, später unter Leitung der Soprintendenza Speciale am Museo Nazionale Preistorico Etnografico „Luigi Pigorini“ in Rom in Zusammenarbeit mit dem Istituto Italiano di Paleontologia Umana. Bei der Grabung fand man neben Kieselwerkzeugen neun Faustkeile, ein Stück eines Oberschenkels eines weiblichen Homo erectus sowie zahlreiche Überreste von Tieren und Pflanzen.
Zwölf Schichten werden inzwischen in einer stratigraphischen Sequenz von 7 m Mächtigkeit unterschieden. Zwischen jeder Schicht liegen sterile Schichten von 10 bis 100 cm Höhe. Die unterste Schicht wurde auf 650.000 Jahre datiert, die oberste war 200.000 Jahre jünger.

## Ökologie und Datierung

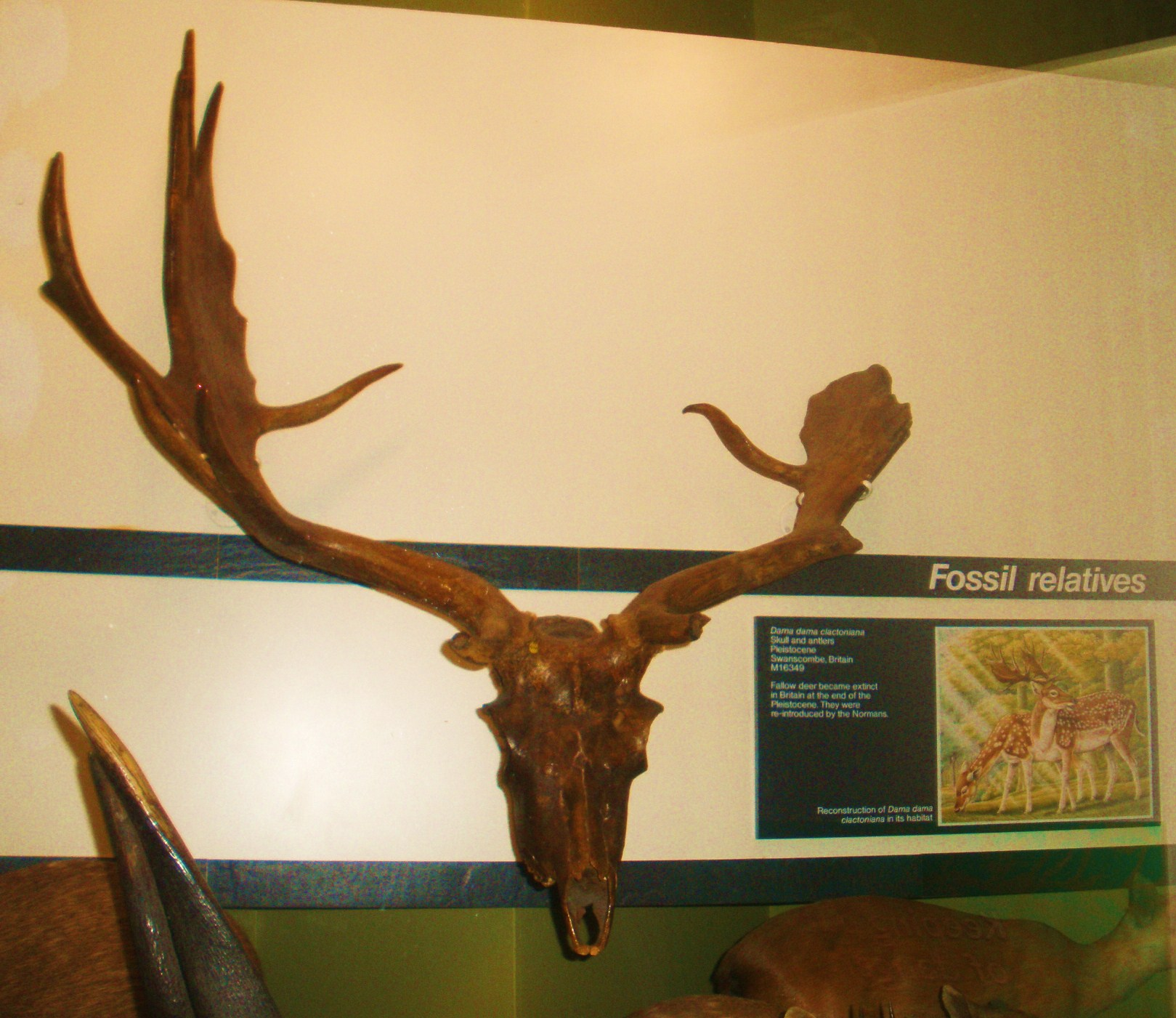
Dama dama clactoniana, Natural History Museum, London

Zur Datierung wurde u. a. Arvicola cantiana herangezogen, eine Mäuseart, von der sich zahlreiche Knochen fanden. Verschiedene Zähne von Nagern, deren Generationsfolge kurz und die evolutionären Veränderungen dementsprechend rapide sind, was sie für Datierungen geeignet macht, wurden aus allen Schichten geborgen. Unter den Arten befinden sich etwa Pliomys episcopalis, Apodemus sp. oder Arvicola terrestris, vor allem aber die am häufigsten vorkommende Microtus sp. arvalis-agrestis. Hingegen ist Microtus nivalis nur durch einen einzigen Molaren repräsentiert. Diese Art lebt heute oberhalb der Baumgrenze, was darauf hinweist, dass das seinerzeitige Klima deutlich kühler gewesen sein muss. Arvicola terrestris erschien erst im frühen Mittelpleistozän, während Pliomys episcopalis bereits vor dem späten Mittelpleistozän verschwand.
Von Säugetieren wie Palaeoloxodon antiquus (Europäischer Waldelefant), Hirschen (Dama clactoniana, Cervus elaphus (Rothirsch) und Megaceros solilhacus) und Boviden (Bos primigenius und Bison schoetensack) fanden sich ebenfalls Überreste. Der Elefant wurde anscheinend an Ort und Stelle zerlegt (butchery site), worauf hinweist, dass zum einen der Unterkiefer mehrere Meter vom Schädel entfernt lag, zum anderen eine große Zahl an umliegenden Werkzeugen. Der Fundbereich umfasst eine Fläche von 6 mal 4 Metern. Insgesamt fand man 42 lithische Artefakte und 85 tierische Überreste. 38 davon konnten dem umgestürzten, noch nicht erwachsenen Elefanten zugeordnet werden. Kauapparat und Hinterkopf fehlten. Wahrscheinlich wurden Hirn, Zunge und andere weiche Teile des Schädels durch Menschen entnommen und vor Ort zerlegt, um sie zu verspeisen.

## Menschliche Überreste

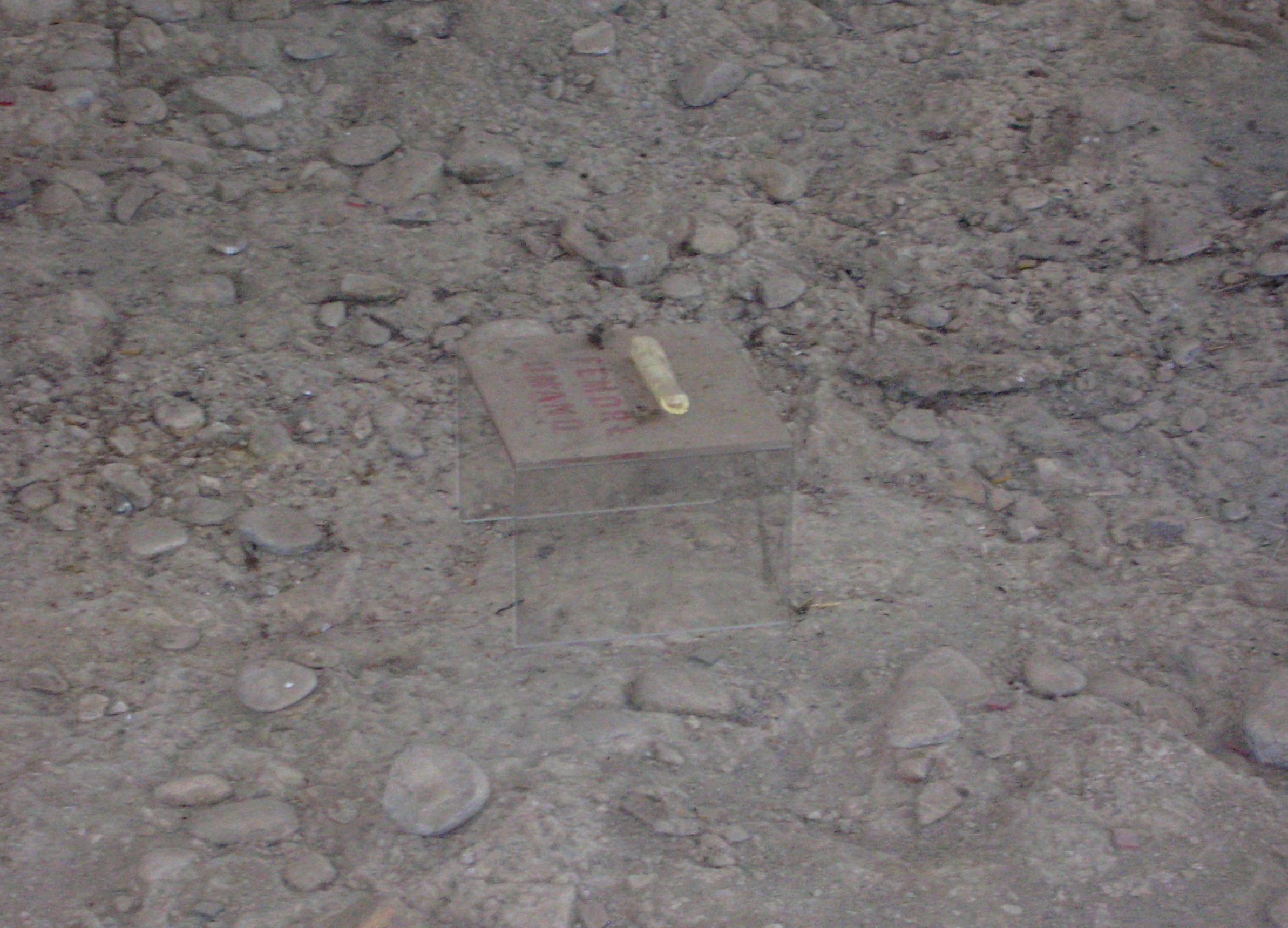
Oberschenkel eines weiblichen Homo erectus

Mit dem Femur einer Frau fand sich 1985 neben den Werkzeugen ein menschlicher Überrest. Dieser Knochen wurde auf etwa 300.000 Jahre datiert und befindet sich im Museum von Venosa (Stand: 2011). Inzwischen wurde das Fossil auf mindestens 360.000 Jahre datiert, womit es der bisher älteste menschliche Überrest Süditaliens ist.